# Claoxylon kinabaluense
Claoxylon kinabaluense là một loài thực vật có hoa trong họ Đại kích. Loài này được Airy Shaw mô tả khoa học đầu tiên năm 1966.